# Dasos Fraktou
Das Naturschutzgebiet Dasos Fraktou (griechisch Δάσος Φρακτού, deutsch Fraktos-Wald) befindet sich in Nordgriechenland an der Grenze zu Bulgarien und gehört der Präfektur Drama an. Es zeichnet sich durch eine artenreiche Fauna aus und ist eins der wichtigsten Bergökosysteme Griechenlands.

## Lage
Der Fraktos-Wald liegt nördlich der Stadt Drama, im nordöstlichen Teil der Präfektur Drama, in einem Abstand von 192 Kilometern von Thessaloniki. Er ist Teil des zentralen Rhodopengebirges und wird im Westen durch den Elatia-Wald, im Südosten durch den Farasino-Fluss und den Stamna-Wald begrenzt. Die nächste menschliche Siedlung ist Paranesti.

## Beschreibung
Der Dasos Fraktou wurde früher auch aus dem Bulgarischen „Zagrantenia“ genannt, was so viel wie „der versperrte Ort“ bedeutet, genau dasselbe drückt auch der heutige Name von griechisch φραγμός (Sperre) aus. Dieser entstand wahrscheinlich durch die üppige Vegetation, die von Berggipfeln umrandet und dadurch schwer zugänglich ist. Man bezeichnet den Fraktos-Wald im Griechischen als „Urwald“ (Παρθένο Δάσος, Partheno Dasos), da er in über 500 Jahren als vom Menschen unangetastet gilt und deshalb in seinem ursprünglichen Zustand ist. Er ist der einzige Wald Griechenlands mit dieser Bezeichnung und einer der wichtigsten seiner Art in ganz Europa. Die Höhe der Bäume, die reiche Vegetation mit einer großen Vielfalt an immergrünen und laubabwerfenden Bäumen sowie einer Kombination aus geologischen Formationen bilden eine komplette Waldlandschaft und ein einzigartiges Naturdenkmal. Der höchste Gipfel des Gebiets misst 1.935 Meter. Zusammen umschließen mehrere Gipfel das bewaldete Becken, dessen einziger Abfluss der Bach Achladorrema (Αχλαδορρέμα) ist, der auf seinem Weg zum Fluss Nestos Wasser aus zahlreichen kleineren Bächen sammelt und über Wasserfälle und Schluchten in Täler fließt.
Durch den Wald führt jährlich im Oktober der dreitägige Lauf namens Virgin Forest Trail (υπερμαραθώνιος παρθένου δάσους, Hypermarathon des Urwalds) mit Strecken über 162, 110, 46 oder 10 Kilometern. Ziel dieses Laufs ist es, die Teilnehmenden für das einzigartige Ökosystem des Urwalds und für den Umweltschutz zu sensibilisieren.
Das Gebiet ist als Natura 2000 Schutzgebiet mit der Registriernummer GR1140001 ausgewiesen und erstreckt sich über eine Fläche von ungefähr 73 Quadratkilometern. Es gibt Bestrebungen, für den Wald einen Antrag auf den Status eines UNESCO-Welterbes zu stellen. Um den Dasos Fraktou zu schützen, sind menschliche Aktivitäten nur nach Absprache der Forstverwaltung gestattet. So gibt es die Möglichkeit, ihn zum Zweck der Wissenschaft zu betreten, aber Viehhaltung und die Jagd sind dort verboten.

## Flora

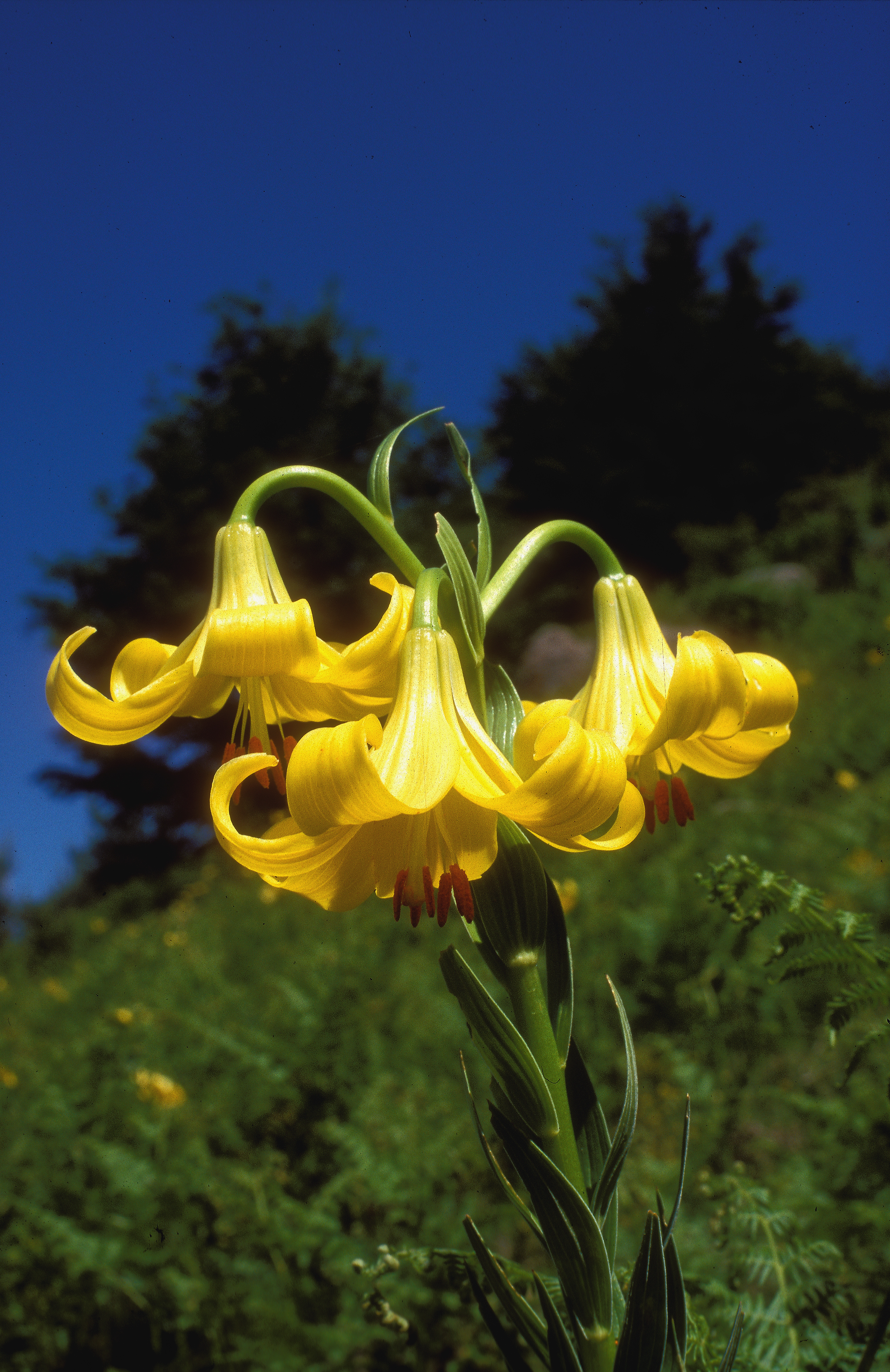
Blütenstand der Rhodopen-Lilie

Das Waldgebiet weist aufgrund seiner Höhenlage eine große Vielfalt an Bäumen auf. Auf die niedrig gelegenen Eichenwälder folgen Schwarzkiefernwälder und dann Wälder aus Nadelbäumen, rein oder gemischt mit Laubbäumen. Eher selten sind dabei die Gemeine Fichte und die Birke. Die Rhodopen gelten als südlichste Punkt in Europa, an dem Gemeine Fichtenwälder (Vaccinio-Piceeta) vorkommen. Die Birken erreichen hier eine Höhe von 20 bis 25 Metern. Der Dasos Fraktou beherbergt auch Waldmeister-Buchenwald (Asperulo-Fagetum) und Hainsimsen-Buchenwald (Luzulo-Fagetum), Föhren, Waldkiefern, Weiden und Ahorn. Einige Flächen bestehen aus sub-mediterrane Trockenrasen (Scorzoneratalia villosae).
Neben den Bäumen wachsen dort seltene Pflanzenarten wie die Rhodopen-Lilie, die in der Region endemisch ist, und der in Griechenland nur hier vorkommende Gamander-Spierstrauch.

## Fauna
Der dichte Wald des Dasos Fraktou bietet in Verbindung mit reichlich fließendem Wasser einen idealen Zufluchtsort für viele Wildtiere. So gibt es dort Bären, Wölfe, Rehe, Wildschweine, Europäische Wildkatzen, Siebenschläfer, Steinmarder, Europäische Dachse, Haselmäuse und Mauswiesel. Das Naturschutzgebiet beherbergt die größte Population der Balkangämsen (Rupicapra rupicapra balcanica) und hier leben auch Schwarzspechte, Auerhühner, Waldkäuze, die Eulenart Aegolius, der Sperlingskauz und der Kuckuck.
Unter den gefährdeten Arten des Dasos Fraktou befinden sich die Gelbbauchunke (Bombina variegata), der Hirschkäfer (Lucanus cervus), die Mopsfledermaus (Barbastella barbastellus), die Mückenfledermaus (Pipistrellus pygmaeus) und die Bechsteinfledermaus (Myotis bechsteinii). Außerdem lebt dort auch die geschützte Schmetterlingssorte Großer Eisvogel (Limenitis populi) und Kleiner Eisvogel (Limenitis camilla).

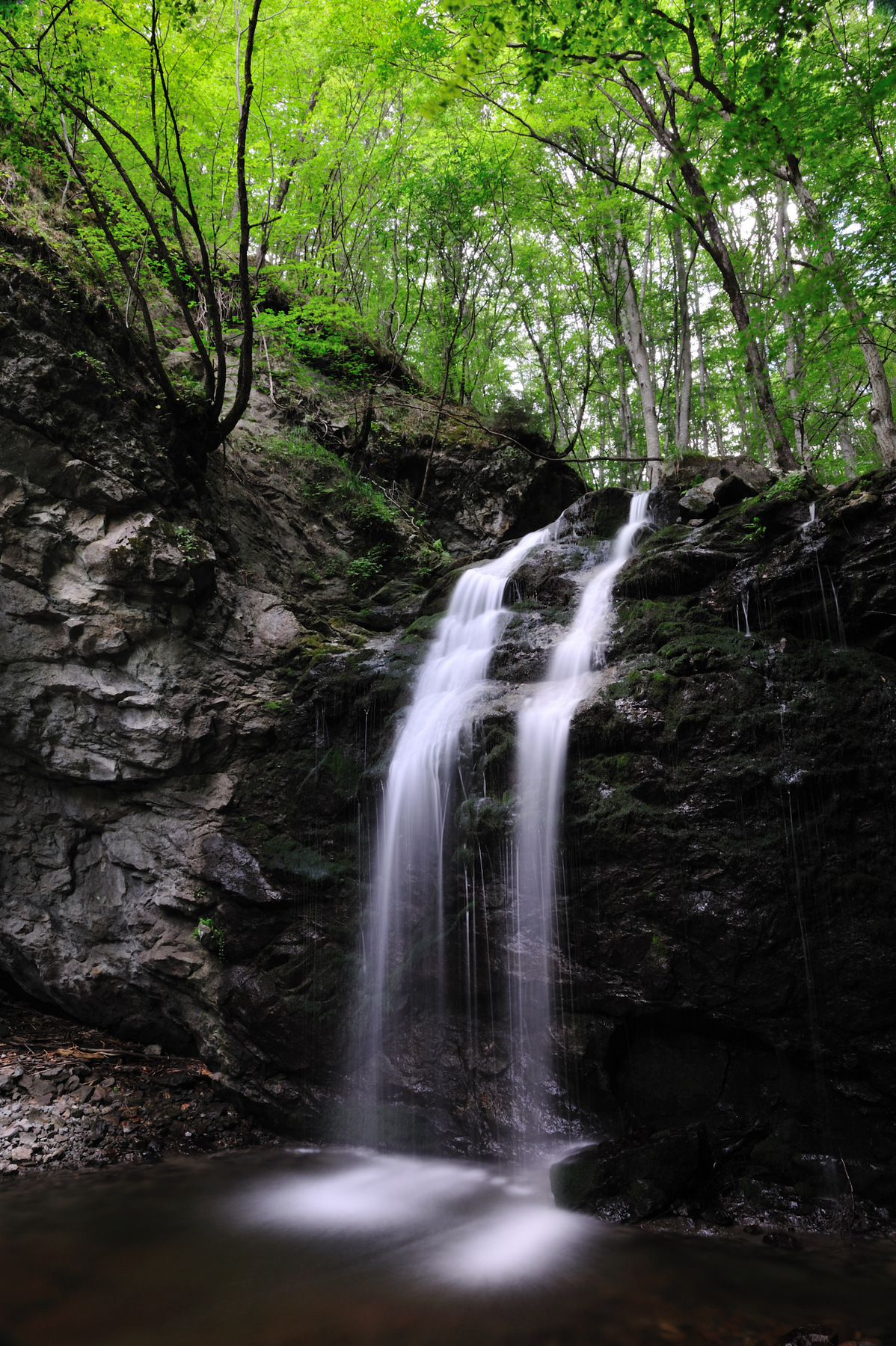
Wasserfall Fraktou
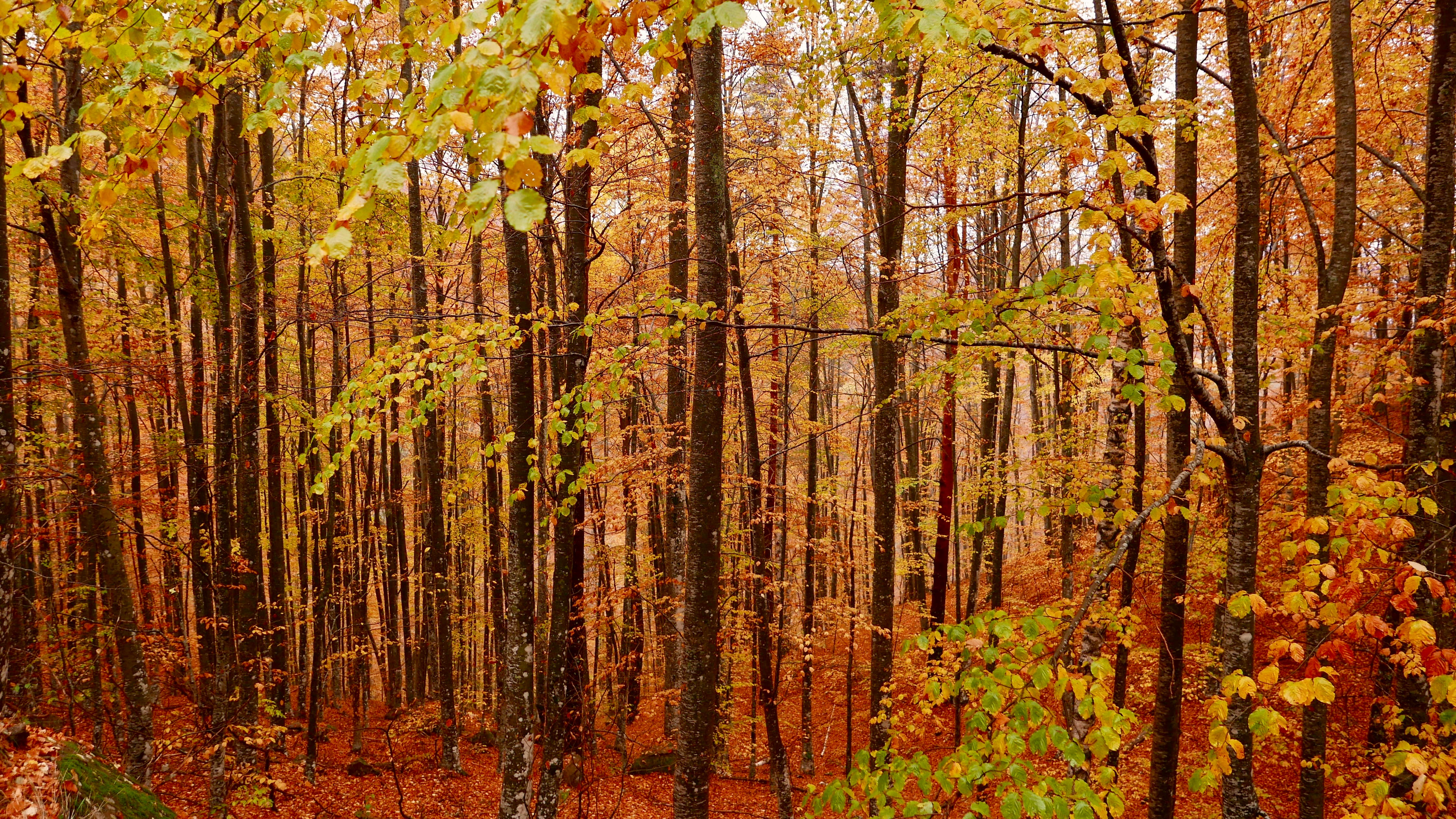
Laubfärbung
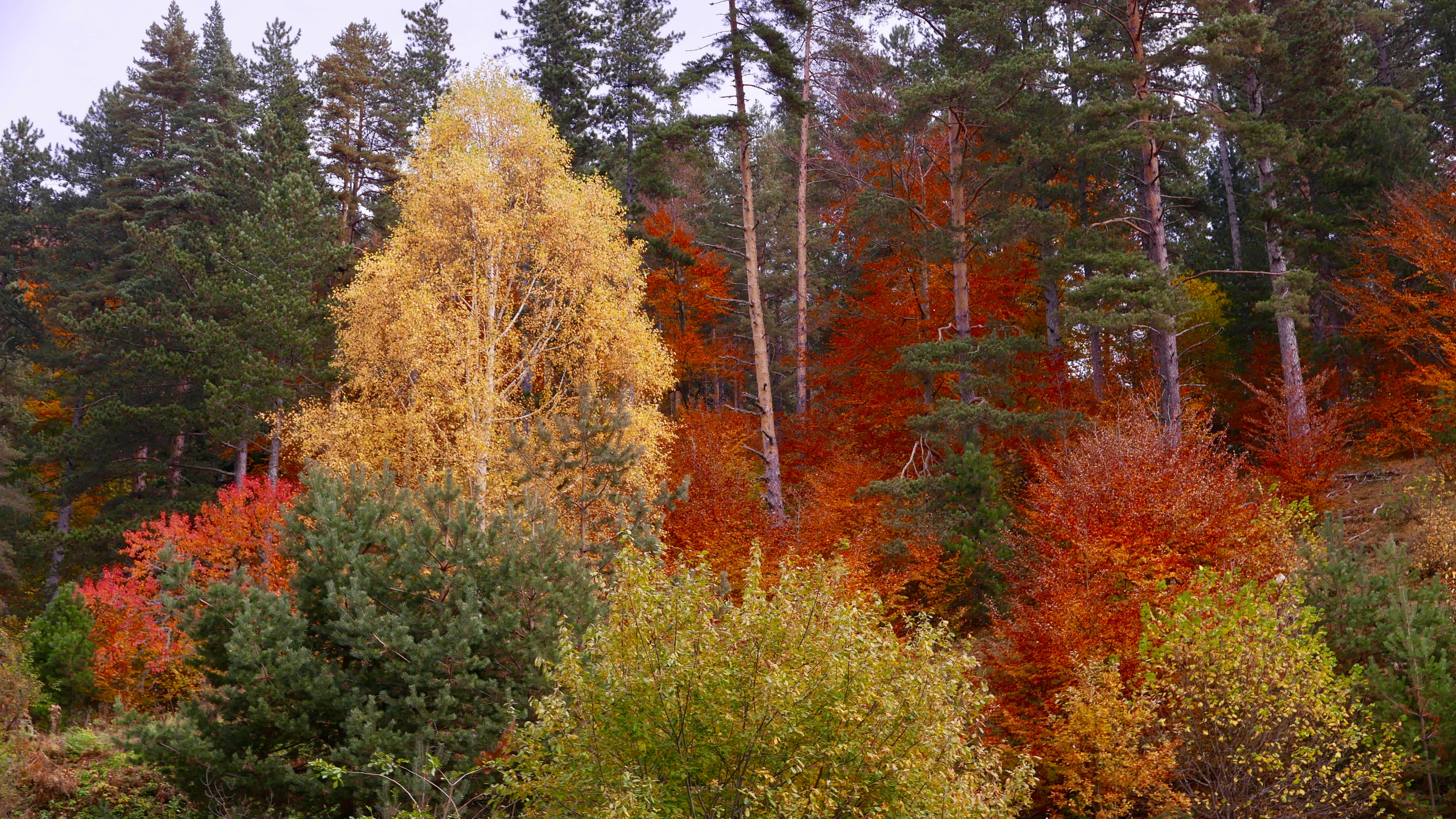
Laubfärbung
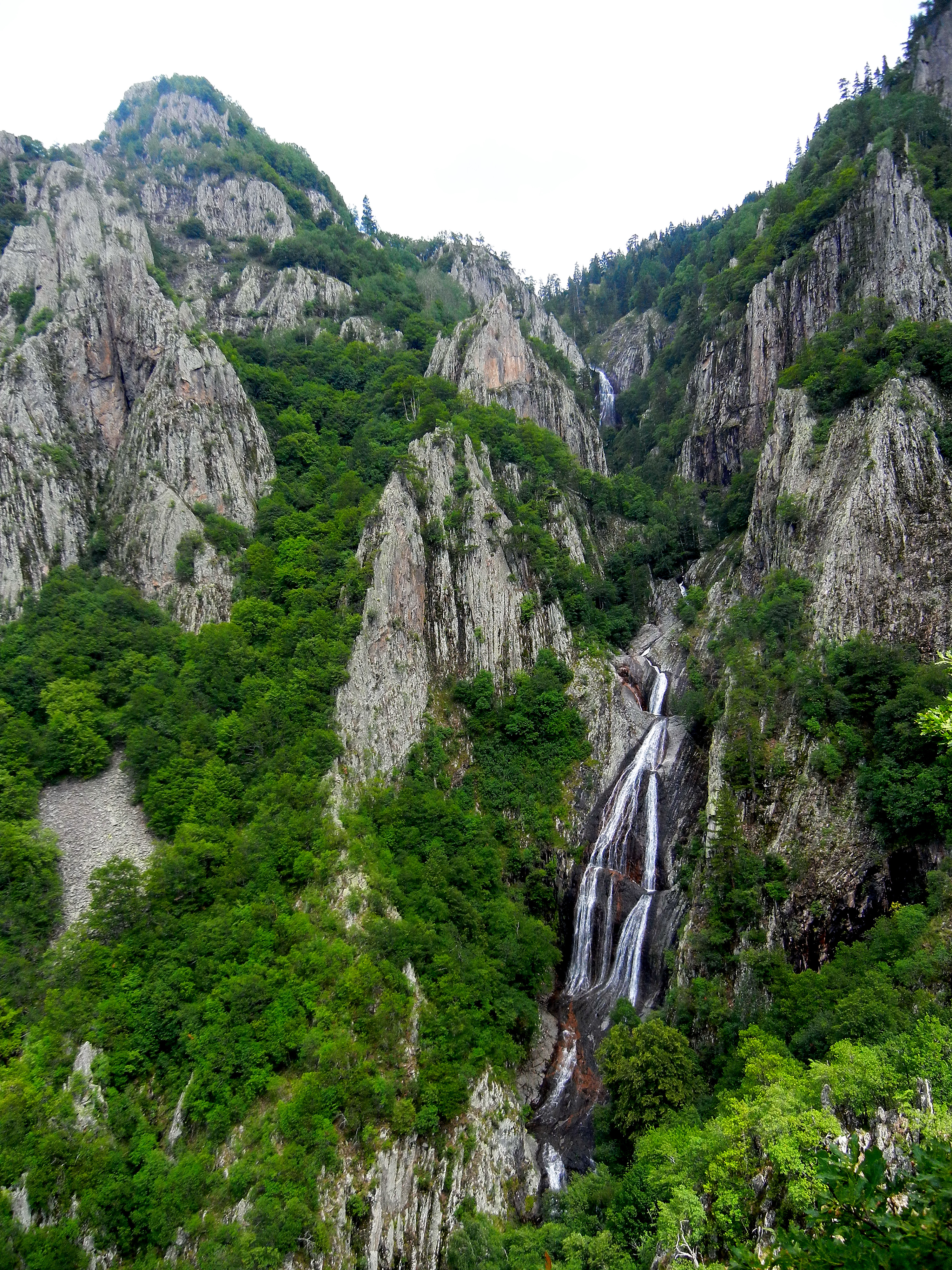
Wasserfall Fraktou
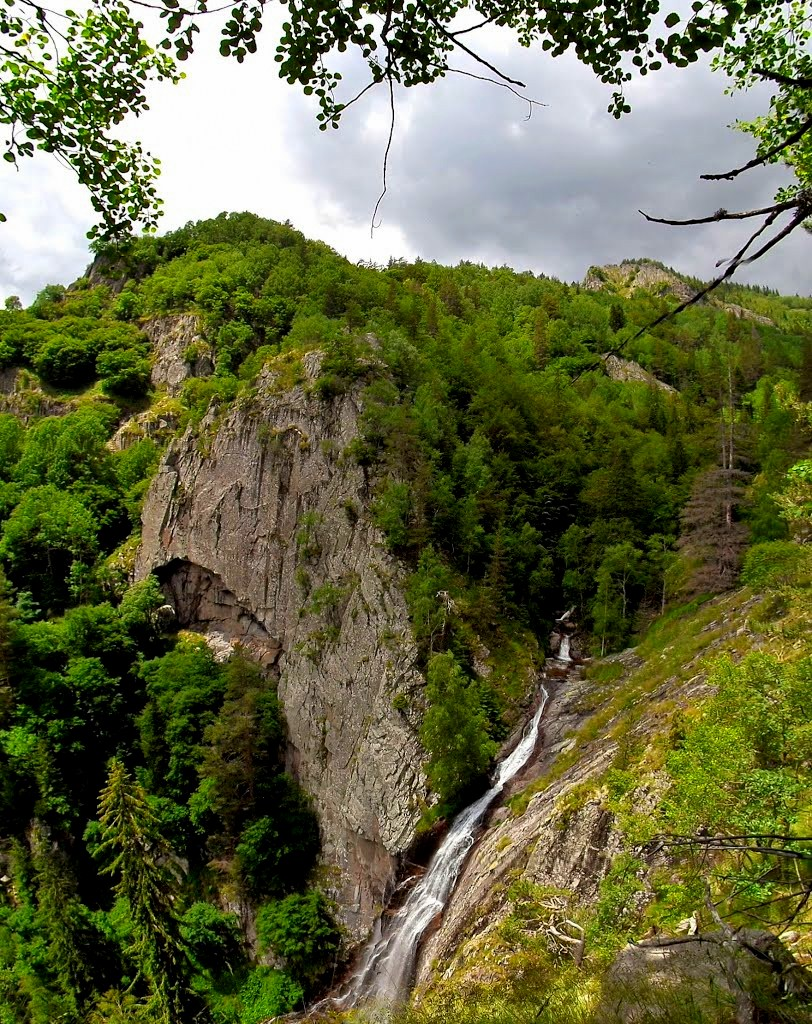
Wasserfall Fraktou